# Gante-Wevelgem de 2018
A 80.ª edição da clássica ciclista Gante-Wevelgem (chamado oficialmente: Gent-Wevelgem in Flanders Fields) foi uma corrida na Bélgica que se celebrou a 25 de março de 2018 sobre um percurso de 250,8 quilómetros com início no município de Deinze e final na cidade de Wevelgem.
A corrida faz parte do UCI World Tour 2018, sendo a décima competição do calendário de ciclismo de classe mundial.
A corrida foi vencida pelo corredor eslovaco Peter Sagan da equipe Bora–Hansgrohe, em segundo lugar Elia Viviani (Quick-Step Floors) e em terceiro lugar Arnaud Démare (Groupama-FDJ).

## Percurso
O Gante-Wevelgem teve uma rota total de 250,8 km com 10 montanhas, o mesmo que na edição anterior, mantendo a mesma rota, onde os primeiros 140 km não têm muita dificuldade. Os últimos 100 km concentraram 10 subidas, destacando-se as montanhas Baneberg e Kemmelberg, antes de seguirem para o final em Wevelgem, num percurso completamente plano.
| Número | Nome                     | Km    |
| ------ | ------------------------ | ----- |
| 1      | Catsberg                 | 137,2 |
| 2      | Vert Mont                | 143   |
| 3      | Côte du Ravel Put        | 145   |
| 4      | Côte de la Blanchisserie | 151   |
| 5      | Baneberg                 | 168   |
| 6      | Kemmelberg               | 176   |
| 7      | Monteberg                | 180   |
| 8      | Plugstreets              | 191   |
| 9      | Baneberg                 | 212   |
| 10     | Kemmelberg               | 216,5 |

## Equipas participantes
Tomaram parte na corrida 25 equipas: 18 de categoria UCI World Tour de 2018 convidados pela organização; 7 de categoria Profissional Continental. Formando assim um pelotão de 175 ciclistas dos que acabaram 149. As equipas participantes foram:
| Equipes WorldTeam (18)- BMC Racing Team - Bora-Hansgrohe - Lotto Soudal - Quick-Step Floors - AG2R La Mondiale - Astana - Bahrain-Merida - EF Education First-Drapac p/b Cannondale - Groupama-FDJ - Movistar Team - Mitchelton-Scott - Dimension Data - Katusha-Alpecin - Lotto NL-Jumbo - Sky - Team Sunweb - Trek-Segafredo - UAE Team Emirates Equipes profissionais Continentais (7)- Sport Vlaanderen-Baloise - Wanty-Groupe Gobert - Vérandas Willems-Crelan - WB-Aqua Protect-Veranclassic - Cofidis, Solutions Crédits - Roompot-Nederlandse Loterij - Vital Concept |
| |

## Classificações finais
- As classificações finalizaram da seguinte forma:[5]

### Classificação geral
| \| Classificação geral \| Classificação geral \| Classificação geral \| Classificação geral \| Classificação geral \| \| Ciclista \| Ciclista \| Equipe \| Tempo \| \| \| ------------------- \| -------------------- \| --------------------------- \| ------------------- \| ------------------- \| \| 1. \| Peter Sagan \| Bora-Hansgrohe \| 5h53m37s \| \| \| 2. \| Elia Viviani \| Quick-Step Floors \| + 0s \| \| \| 3. \| Arnaud Démare \| Groupama-FDJ \| + 0s \| \| \| 4. \| Christophe Laporte \| Cofidis, Solutions Crédits \| + 0s \| \| \| 5. \| Jens Debusschere \| Lotto-Soudal \| + 0s \| \| \| 6. \| Oliver Naesen \| AG2R La Mondiale \| + 0s \| \| \| 7. \| Matteo Trentin \| Mitchelton-Scott \| + 0s \| \| \| 8. \| Zdeněk Štybar \| Quick-Step Floors \| + 0s \| \| \| 9. \| Jasper Stuyven \| Trek-Segafredo \| + 0s \| \| \| 10. \| Wout van Aert \| Verandas Willems-Crelan \| + 0s \| \| \| 11. \| Sacha Modolo \| EF Education First-Drapac \| + 0s \| \| \| 12. \| Jan-Willem van Schip \| Roompot-Nederlandse Loterij \| + 0s \| \| \| 13. \| Michael Matthews \| Team Sunweb \| + 0s \| \| \| 14. \| Greg Van Avermaet \| BMC Racing Team \| + 0s \| \| \| 15. \| Julien Vermote \| Dimension Data \| + 0s \| \| |                      |                             |          |
| |                      |                             |          |
| Fonte: ProCyclingStats |                      |                             |          |
| Classificação geral |                      |                             |          |
| Ciclista | Ciclista             | Equipe                      | Tempo    |
| 1. | Peter Sagan          | Bora-Hansgrohe              | 5h53m37s |
| 2. | Elia Viviani         | Quick-Step Floors           | + 0s     |
| 3. | Arnaud Démare        | Groupama-FDJ                | + 0s     |
| 4. | Christophe Laporte   | Cofidis, Solutions Crédits  | + 0s     |
| 5. | Jens Debusschere     | Lotto-Soudal                | + 0s     |
| 6. | Oliver Naesen        | AG2R La Mondiale            | + 0s     |
| 7. | Matteo Trentin       | Mitchelton-Scott            | + 0s     |
| 8. | Zdeněk Štybar        | Quick-Step Floors           | + 0s     |
| 9. | Jasper Stuyven       | Trek-Segafredo              | + 0s     |
| 10. | Wout van Aert        | Verandas Willems-Crelan     | + 0s     |
| 11. | Sacha Modolo         | EF Education First-Drapac   | + 0s     |
| 12. | Jan-Willem van Schip | Roompot-Nederlandse Loterij | + 0s     |
| 13. | Michael Matthews     | Team Sunweb                 | + 0s     |
| 14. | Greg Van Avermaet    | BMC Racing Team             | + 0s     |
| 15. | Julien Vermote       | Dimension Data              | + 0s     |

## UCI World Ranking
O Gante-Wevelgem outorga pontos para o UCI World Tour de 2018 e o UCI World Ranking, este último para corredores das equipas nas categorias UCI WorldTeam, Profissional Continental e Equipas Continentais. As seguintes tabelas mostram o barómetro de pontuação e os 10 corredores que obtiveram mais pontos:´
| Poisição  | 1.º | 2.º | 3.º | 4.º | 5.º | 6.º | 7.º | 8.º | 9.º | 10.º | 11.º | 12.º | 13.º | 14.º | 15.º | 16.º-20.º | 21.º-30.º | 31.º-50.º | 51.º-55.º | 56.º-60.º |
| Pontuação | 500 | 400 | 325 | 275 | 225 | 175 | 150 | 125 | 100 | 85   | 70   | 60   | 50   | 40   | 35   | 30        | 20        | 10        | 5         | 3         |

| 1.º  | Peter Sagan        | Bora-Hansgrohe             | 500 |
| 2.º  | Elia Viviani       | Quick-Step Floors          | 400 |
| 3.º  | Arnaud Démare      | Groupama-FDJ               | 325 |
| 4.º  | Christophe Laporte | Cofidis, Solutions Crédits | 275 |
| 5.º  | Jens Debusschere   | Lotto Soudal               | 225 |
| 6.º  | Oliver Naesen      | Ag2r La Mondiale           | 175 |
| 7.º  | Matteo Trentin     | Mitchelton-Scott           | 150 |
| 8.º  | Zdeněk Štybar      | Quick-Step Floors          | 125 |
| 9.º  | Jasper Stuyven     | Trek-Segafredo             | 100 |
| 10.º | Wout van Aert      | Vérandas Willems-Crelan    | 85  |